# Livan 7
Livan 7 — це компактний електричний кросовер, вироблений компанією Livan Automotive.

## Огляд
Спочатку представлений на концептуальному автомобілі Livan RL7 на автосалоні в Чунціні 2022 року в червні 2022 року, Livan 7 є другим продуктом перейменованого бренду Livan і займає простір компактних кросоверів (A-клас у Китаї)
Livan 7 використовує архітектуру GBRC і має коефіцієнт лобового опору 0,238Cd. Базова модель Livan 7 оснащена електродвигуном потужністю 120 кВт (161 к.с.), тоді як усі інші більш високі конфігурації оснащені електродвигуном потужністю 180 кВт (241 к.с.). Версія з двигуном потужністю 120 кВт приводить в дію передні колеса, тоді як інші варіанти потужністю 180 кВт мають задній привід. У базовій моделі використовується незалежна задня підвіска з торсіонною балкою, тоді як інші більш престижні моделі мають п’ятиважільну незалежну підвіску. Livan 7 також пропонує два варіанти запасу ходу, включаючи повністю електричні версії з запасом ходу 450 км і 605 км. Дві версії оснащені літієво-залізо-фосфатною акумуляторною батареєю ємністю 50 кВт/год і потрійною літієвою акумуляторною батареєю ємністю 68 кВт/год відповідно, причому обидві батареї постачаються компанією Guo Xuan High-Tech. Livan 7 також має можливість заміни батареї, оскільки послуга заміни батареї полегшена платформою Geely E-ENERGEE.
Системи допомоги водієві Livan 7 включають розширену систему допомоги водінню рівня 2+, яка має апаратне забезпечення, включаючи один лідар, п’ять радарів 4D міліметрового діапазону, 12 ультразвукових радарів і супутникове позиціонування з підтримкою «Geely Future Mobility Constellation». Сузір'я Geely складається з 240 супутників, причому перша фаза з 72 супутників буде виведена на орбіту до 2025 року. Друга фаза складається з 168 супутників. Обчислювальна платформа Livan 7 оснащена мікросхемою Geely власної розробки Dragon Eagle-1 автомобільного класу 7 нм.

Внутрішній дизайн Livan 7 симетричний, з 15,6-дюймовим центральним екраном керування, розташованим у центрі, і 9,2-дюймовою панеллю приладів за двоспицевим рульовим колесом з плоским дном. Кабіна також працює в парі з 50-дюймовим (130 см) AR-HUD.

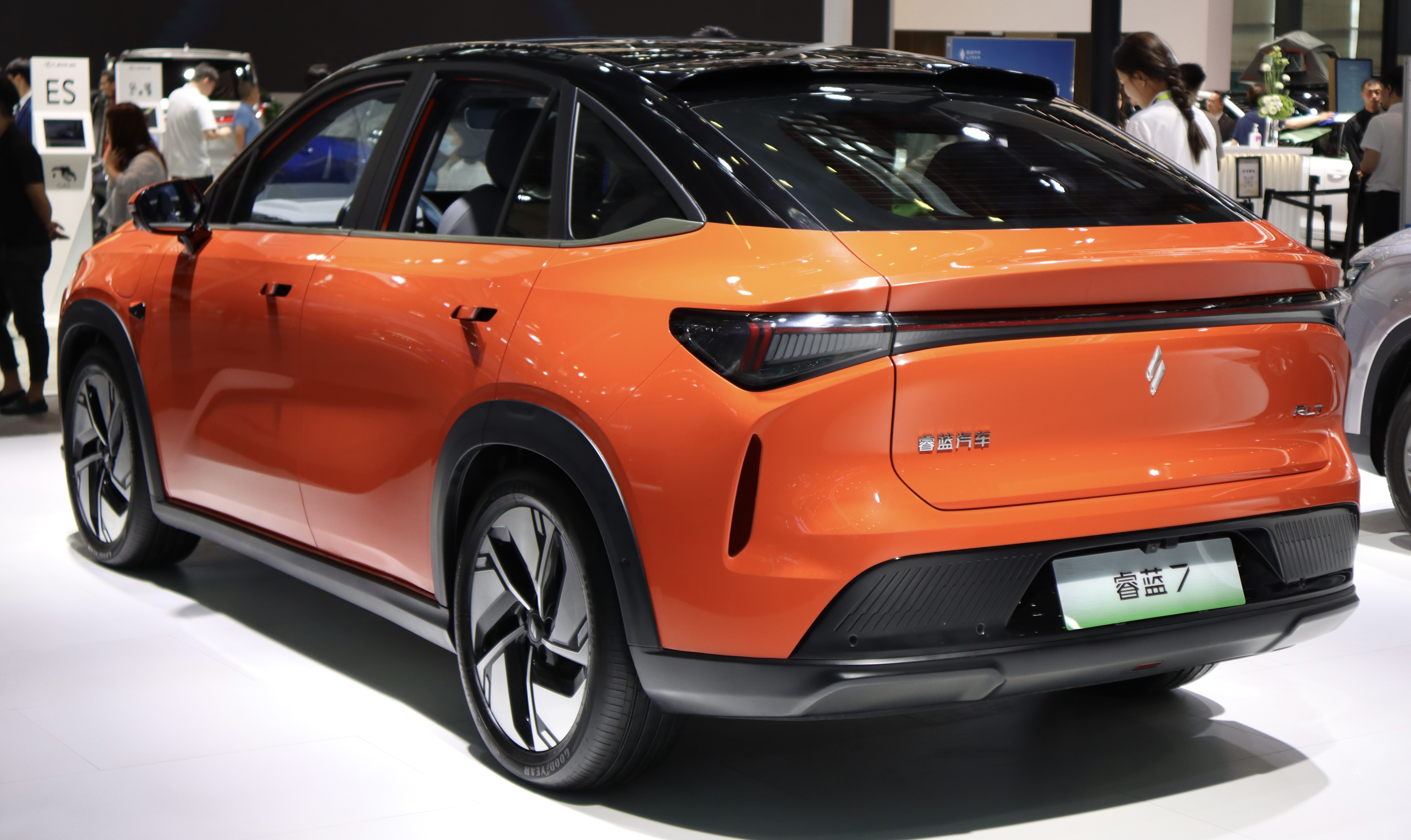
Вид ззаду
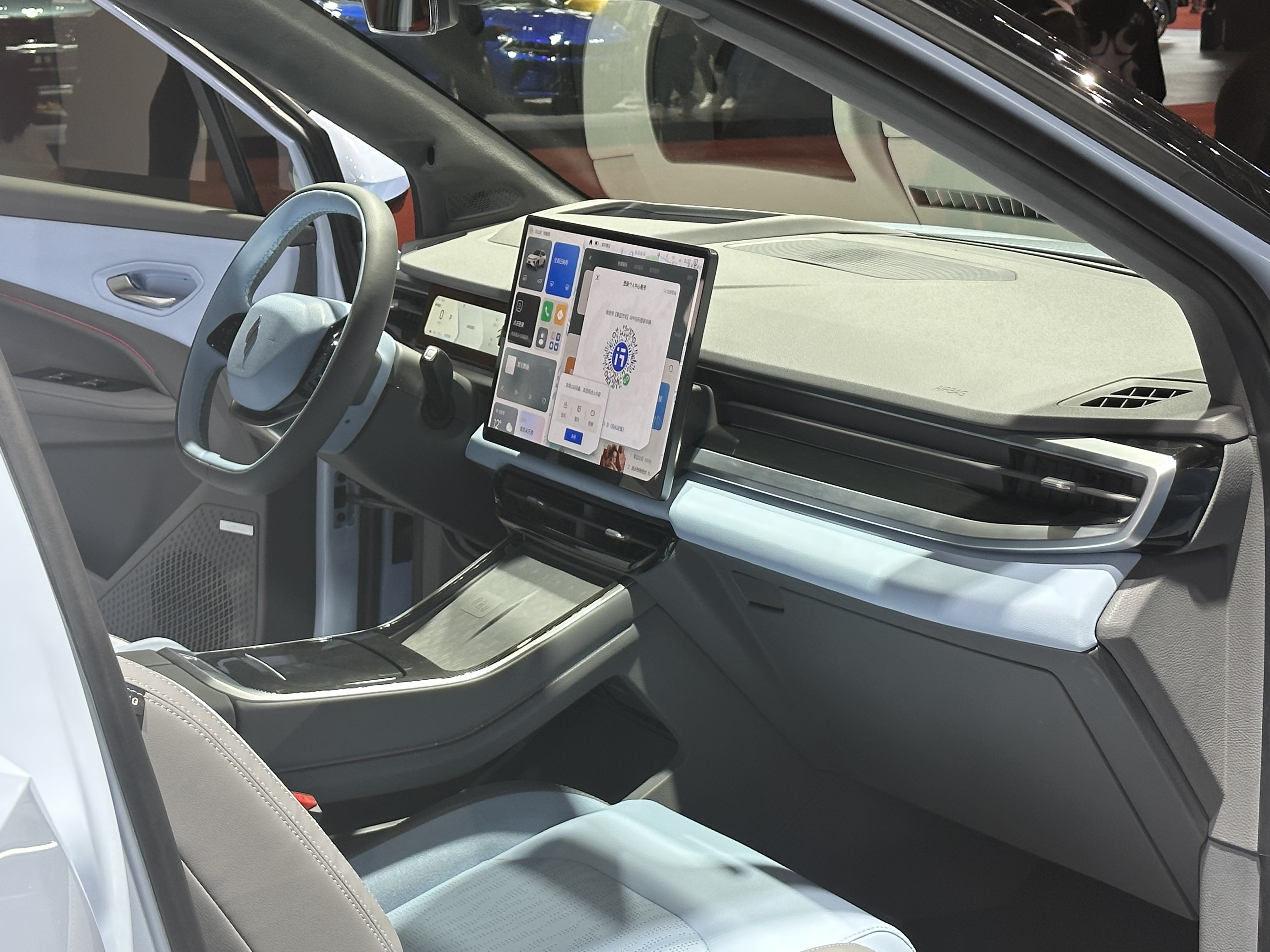
Інтер’єр

## Maple Cao Cao 60
Maple Cao Cao 60 — це версія таксі Livan 7. Cao Cao 60 було розроблено для власного додатку Geely Caocao Mobility. Cao Cao 60 оснащено змінними батареями, які підтримують діапазон CLTC 415 км, і виробляється компанією Maple. 

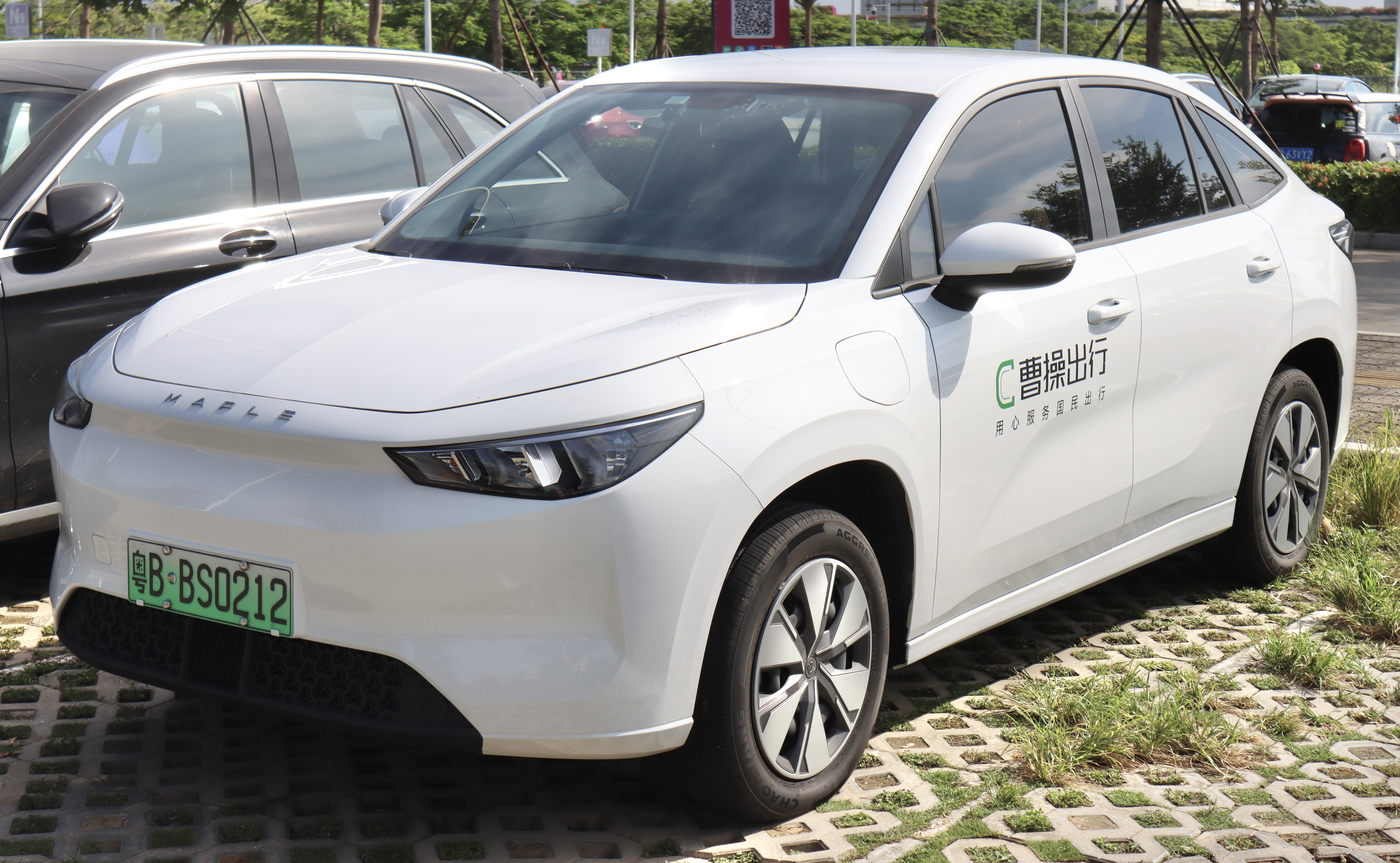
Maple Cao Cao 60
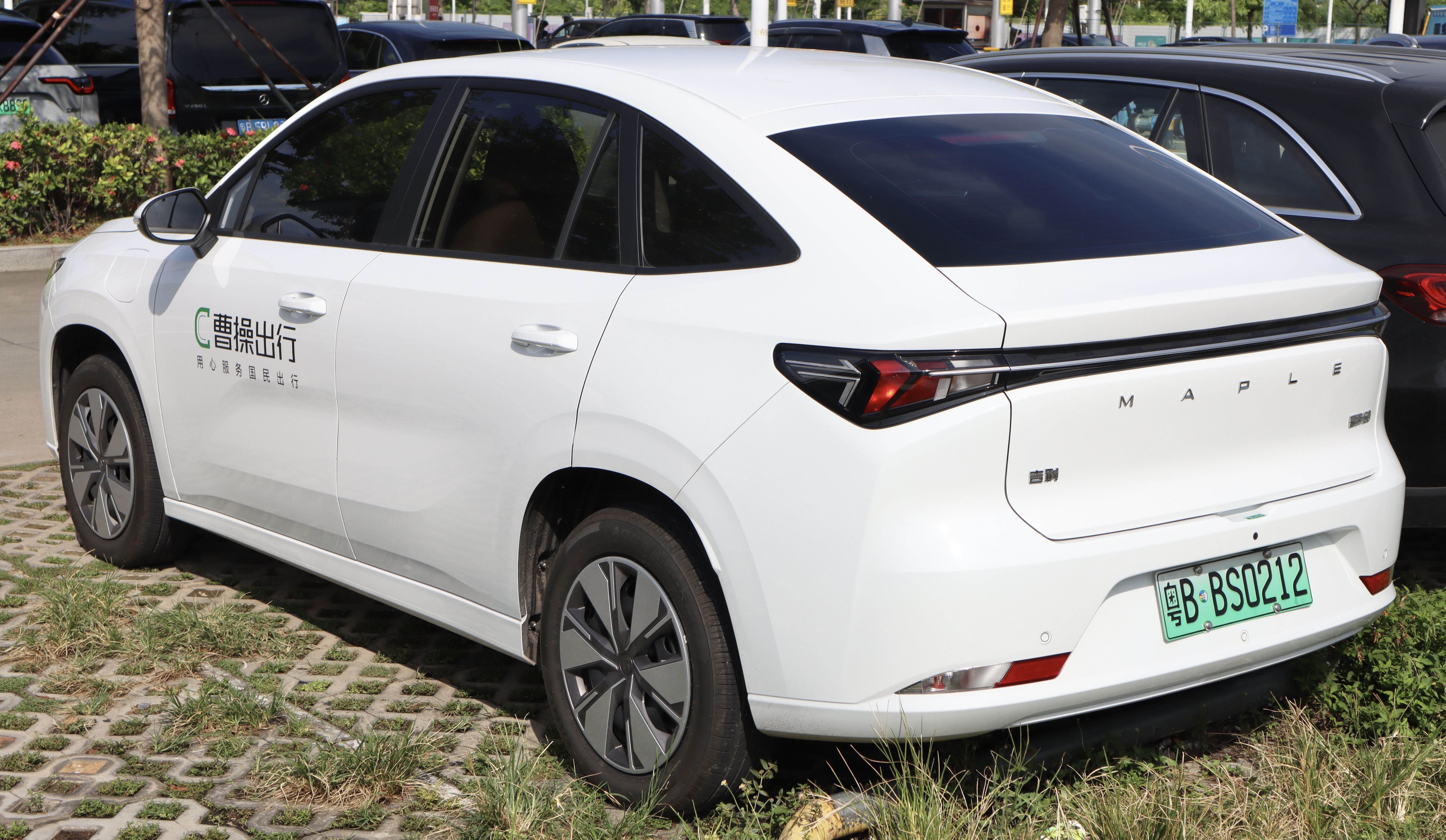
Вид ззаду